# Galeries Anspach
Galeries Anspach was een Belgische warenhuisketen die bestond van 1899 tot 1983. De onderneming had onder andere filialen in Anderlecht, Bergen, Brussel, Gilly, La Louvière, Leuven, Mechelen, Namen, Sint-Lambrechts-Woluwe, Vilvoorde en Waterloo.

## Geschiedenis
In 1899 richten Louise Tiriard en Victor Beaussillion de 'S.A. Galeries et Grand Bazar du boulevard Anspach' op in Brussel. In 1971 was het warenhuis uitgegroeid tot 8 vestigingen met een totale verkoopvloeroppervlakte van 67.000 m² en 2.900 personeelsleden.
Tussen 1971 en 1977 veranderde de keten drie keer van eigenaar. Tot in 1971 was het merendeel van de aandelen van de onderneming in handen van de families Beausillon, De Bodt en d'Outremont. In dat jaar werd de keten overgenomen door het Amerikaanse Sears, Roebuck & Co uit Chicago, waarbij de naam werd gewijzigd in 'Galeries Anspach S.A.'. 
In januari 1977 verkocht Sears haar aandelen terug aan de familie De Bodt, na verrekening van de verliezen. Daarna, eveneens in 1977, ging het meerderheidsbelang in de keten naar de Franse groep Agache-Willot. De groep De Bodt en de Nationale Investeringsmaatschappij hielden samen 11% van het aandelenkapitaal. Eind 1976 had de keten zo'n 2.900 medewerkers in dienst, waarvan zo'n 2.000 in Brussel, 450 in Vlaanderen en 450 in Wallonië.
De groep had samen met Fina SA belangen in de parkeergarages Parking du Monnaie en Parking du Moulin in Brussel. Daarnaast had het een tweetal projectontwikkelingsmaatschappijen (Devimmo en Sodejette) en een tweetal vastgoedondernemingen (Neptune en Du Broeck).
In juli 1981 vroeg de onderneming uitstel van betaling aan bij de Brusselse rechtbank. Op dat moment waren er nog 1.300 mensen in dienst. Op 2 januari 1983 werd het warenhuis failliet verklaard.

## Voormalige filialen (alfabetisch)

### Anderlecht-Sylvain Dupuislaan
Dit filiaal was gevestigd aan de Sylvain Dupuislaan 337 in het Westland Shopping Center vanaf 28 augustus 1972.

### Anderlecht-Wayezstraat
Aan de Wayezstraat 67 was een filiaal dat eind 1981/begin 1982 werd geopend.

### Bergen
Het warenhuis in Bergen bestond tussen 25 mei 1962 en januari 1983. Het was gelegen op de hoek van de Rue de la Chaussee en de Rue Samson.

### Brussel-Anspachlaan
Het eerste warenhuis van de groep op de Anspachlaan 36 in Brussel was een kind van zijn tijd met gelijkenissen aan de Galeries Lafayette in Parijs. Kort na de oprichting werd het verschillende malen uitgebreid, onder andere met inbreng van architect Victor Horta. In 1903 vond er uitbreiding plaats richting de Schildknaaps Straat en de Grétrystraat. In 1909 aan de Anspachlaan. In 1912 aan de Grétrystraat. In 1927 vond er herinrichting en een uitbreiding plaats onder de Zwitserse art-deco-architect Michel Polak. In 1983 werd het pand aangekocht door de stad Brussel omdat er geen belangstelling was van particuliere investeerders, waardoor werd voorkomen dat het pand ten onder zou gaan.

### Brussel-Wandstraat
Aan de Wandstraat 117 werd eind 1981/begin 1982 een filiaal geopend.

### Brussel-Marie Christinastraat
Aan de Marie-Christinastraat 89 in Laken werd eind 1981/begin 1982 een nieuw filiaal geopend.

### Gilly (Charleroi)
Dit filiaal werd geopend op 5 oktober 1963.

### La Louvière
Dit filiaal aan de Rue Parmentier werd geopend op 25 mei 1962.

### Leuven
Aan de Bondgenotenlaan was hier een vestiging sinds 5 mei 1961.

### Mechelen
Deze vestiging aan de Bruul 44 werd geopend op 10 oktober 1922.

### Namen
Dit filiaal aan de Avenue de la Gare werd geopend op 1 december 1961.

### Sint-Gillis
Hier was een filiaal aan de Waterlose Steenweg 91. Het filiaal werd geopend in 1981/1982.

### Sint-Lambrechts-Woluwe
Het filiaal in het Woluwe Shopping Center (Sint-Lambertusstraat 198) werd geopend op 5 september 1968.

### Vilvoorde
Aan de Leuvensestraat 17 was hier een filiaal, dat geopend werd op 20 oktober 1953.

### Waterloo
Sinds 31 juli 1980 was hier een filiaal aan de Chaussee de Bruxelles 216.